# Convivendo (singolo)
Convivendo è un singolo del cantautore italiano Biagio Antonacci, pubblicato il 27 agosto 2004 come secondo estratto dall'ottavo album in studio Convivendo - Parte I.

## Descrizione
Il brano, scritto da Biagio Antonacci e co-prodotto insieme a Steve De Maio, è stato reso definitivamente disponibile per vendita e per l'airplay a partire dal 5 agosto 2004. Contemporaneamente ne è stato prodotto anche un remix dal deejay Fargetta, incluso nella compilation di musica dance Hot Party Summer 2004.

## Video musicale
Il videoclip, diretto da Gaetano Morbioli, è stato girato al Parco Giardino Sigurtà e vede protagonista al fianco di Biagio Antonacci, la showgirl Elisabetta Canalis.

## Tracce
CD promo
1. Convivendo – 3:51